# だって 生きてかなくちゃ
「だって 生きてかなくちゃ」（だって いきてかなくちゃ）は、安倍なつみの2枚目のシングル。2004年6月2日発売。

## 解説
安倍なつみがモーニング娘。を卒業して初めてのシングルとなった。
安倍が主演の日本テレビ系土曜ドラマ『仔犬のワルツ』主題歌。
ミュージック・ビデオや音楽番組では、アヤカ（当時ココナッツ娘。のメンバー）とカントリー娘。がバックダンサーとして参加した。

## 収録曲
全作詞・作曲：つんく
1. だって 生きてかなくちゃ (4:17)
編曲：鈴木Daichi秀行
2. 恋にジェラシー申し上げます (3:57)
編曲：湯浅公一
3. だって 生きてかなくちゃ (Instrumental) (4:18)

## 参加ミュージシャン
だって 生きてかなくちゃ
- プログラミング&ギター：鈴木Daichi秀行
- エレクトリックシタール：鈴木俊介
- パーカッション：飯田ヒロシ
- エレクトリックピアノ：前嶋康明
- コーラス：森真美

恋にジェラシー申し上げます
- プログラミング：湯浅公一
- ギター：こーじ
- ベース：上杉佳弥
- コーラス：古屋"chibi"恵子